# Redemptoris missio
Redemptoris Missio (en español: Misión redentora) es una encíclica, subtitulada sobre la permanente validez del mandato misionero, publicada por Juan Pablo II el 7 de diciembre de 1990. Trata la urgencia de la actividad misionera en estos tiempos.

## Contenido
La encíclica está dividida en ocho capítulos, precedidos de la bendición y la introducción. La encíclica termina con la conclusión.
- Bendición: "Venerables Hermanos y amadísimos Hijos: ¡Salud y Bendición Apostólica!"
- Introducción
- Capítulo I: Jesucristo, único Salvador
  - Nadie va al Padre sino por mí (Jn 14, 6).
  - La fe en Cristo es una propuesta a la libertad del hombre.
  - La Iglesia, signo e instrumento de salvación.
  - La salvación es ofrecida a todos los hombres.
  - Nosotros no podemos menos de hablar (Hch 4, 20).
- Capítulo II: El Reino de Dios
  - Cristo hace presente el Reino
  - Características y exigencias del Reino
  - En el Resucitado, llega a su cumplimiento y es proclamado el Reino de Dios
  - El Reino con relación a Cristo y a la Iglesia
  - La Iglesia al servicio del Reino
- Capítulo III: El Espíritu Santo, protagonista de la misión
  - El envío "hasta los confines de la Tierra" (Hch 1,8)
  - El Espíritu guía la misión
  - El Espíritu hace misionera a toda la Iglesia
  - El Espíritu está presente operante en todo tiempo y lugar
  - La actividad misionera está aún en sus comienzos
- Capítulo IV: Los inmensos horizontes de la misión Ad gentes
  - Un marco religioso, complejo y en movimiento
  - La misión "Ad gentes" conserva su valor
  - A todos los pueblos, a pesar de las dificultades
  - Ámbitos de la misión "Ad gentes"
    - Ámbitos territoriales
    - Mundos y fenómenos sociales nuevos
    - Áreas culturales o areópagos modernos

  - Fidelidad a Cristo y promoción de la libertad del hombre
  - Dirigir la atención hacia el Sur y hacia el Oriente
- Capítulo V: Los caminos de la misión
  - La primera forma de evangelización es el testimonio
  - El primer anuncio de Cristo Salvador
  - Conversión y bautismo
  - Formación de Iglesias locales
  - Las "comunidades eclesiales de base", fuerza evangelizadora
  - Encarnar el Evangelio en las culturas de los pueblos
  - El diálogo con los hermanos de otras religiones
  - Promover el desarrollo, educando las conciencias
  - La Caridad, fuente y criterio de la misión
- Capítulo VI: Responsables y agentes de la pastoral misionera
  - Los primeros responsables de la actividad misionera
  - Misioneros e Institutos "Ad gentes"
  - Sacerdotes diocesanos para la misión universal
  - Fecundidad misionera de la consagración
    - Institutos de vida contemplativa
    - Institutos de vida activa

  - Todos los laicos son misioneros en virtud del bautismo
  - La obra de los catequistas y la variedad de los ministerios
  - Congregación para la Evangelización de los Pueblos y otras estructuras para la actividad misionera
- Capítulo VII: La cooperación en la actividad misionera
  - Oración y sacrificios por los misioneros
  - "Heme aquí, Señor, estoy dispuesto, envíame" (cf Is 6,8)
  - "Mayor felicidad hay en dar que en recibir" (Hch 20,35)
  - Nuevas formas de cooperación misionera
  - Animación y formación del Pueblo de Dios
  - La responsabilidad primaria de las Obras Misionales Pontificias
  - No sólo dar a la misión, sino también recibir
  - Dios prepara una nueva primavera del Evangelio
- Capítulo VIII: Espiritualidad misionera
  - Dejarse guiar por el Espíritu
  - Vivir el misterio de Cristo "enviado"
  - Amar a la Iglesia y a los hombres como Jesús los ha amado
  - El verdadero misionero es el santo